# Danijel Ljuboja
Danijel Ljuboja (cyryl. Данијел Љубоја; ur. 4 września 1978 w Vinkovci) – serbski piłkarz występujący na pozycji napastnika.

## Kariera klubowa
Danijel Ljuboja urodził się na terenie ówczesnej Jugosławii i jako junior trenował kolejno w takich drużynach, jak Dinamo Vinkovci, NK Osijek i FK Crvena zvezda. Następnie przeniósł się do Francji, gdzie w 1998 roku rozpoczynał zawodową karierę w FC Sochaux-Montbéliard. W debiutanckim sezonie w barwach zespołu z Montbéliard rozegrał 26 spotkań w Division 1 i strzelił 4 gole. Sochaux w ligowej tabeli zajęło jednak dopiero 17. lokatę i spadło do drugiej ligi. W Ligue 2 Ljuboja zdobył 16 bramek w 36 występach, a w ataku swojej drużyny grał między innymi z Anto Drobnjakiem. W klasyfikacji najlepszych strzelców Serba wyprzedził tylko Amara Traoré, który zdobył jednego gola więcej.
Dobra forma sprawiła, że latem 2000 roku Ljuboja przeszedł do pierwszoligowego Strasbourga. W sezonie 2000/01 wywalczył razem z nim Puchar Francji, jednak w Division 1 Strasbourg zajął ostatnie miejsce i spadł do niższej ligi. Podczas edycji 2001/02 serbski zawodnik zaliczył 15 trafień i został najlepszym strzelcem swojej drużyny.
W trakcie sezonu 2003/04 Ljuboja podpisał kontrakt z Paris Saint-Germain, w barwach którego ligowy debiut zanotował 17 stycznia 2004 roku w zremisowanym 0:0 pojedynku z FC Metz. Z nowym klubem zdobył wicemistrzostwo kraju oraz po raz drugi w karierze wywalczył Puchar Francji. Przez półtora sezonu spędzonego w PSG, Serb o miejsce w składzie rywalizował głównie z takimi piłkarzami, jak Pedro Pauleta czy Fabrice Pancrate.
W 2005 roku Ljuboja trafił na wypożyczenie do niemieckiego VfB Stuttgart. W Bundeslidze zadebiutował 10 września w zremisowanym 1:1 spotkaniu przeciwko Arminii Bielefeld, a pierwszego gola strzelił 23 października w zakończonym takim samym rezultatem meczu z Bayerem 04 Leverkusen. Razem z Ljuboją w linii ataku występował najczęściej Duńczyk Jon Dahl Tomasson. W kwietniu 2006 roku Stuttgart wykupił definitywnie Serba i podpisał z nim umowę do 2009 roku. Zawodnik stracił jednak finansowo, gdyż Niemcy, którzy wcześniej płacili mu połowę pensji (podczas wypożyczenia drugą część wypłacał Paris Saint-Germain), nie mieli zamiaru podwoić wydatków na gracza. Ljuboja zażądał 3 mln euro rocznie, a gdy nie porozumiał się z władzami zespołu, został przesunięty do trzecioligowych rezerw VfB.

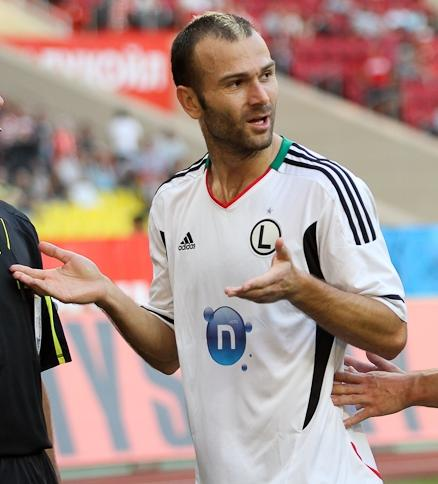
Ljuboja podczas meczu ze Spartakiem Moskwa

W sierpniu 2006 roku piłkarz został wypożyczony na jeden sezon do Hamburgera SV z opcją transferu definitywnego, jednak w trakcie rozgrywek (podobnie jak wcześniej w Stuttgarcie), przesunięto go do drużyny rezerw. Działacze HSV nie zdecydowali się wykupić Ljuboi na stałe i Serb powrócił do VfB Stuttgart, gdzie ponownie zaczął występować w rezerwach. W styczniu 2008 roku został wypożyczony do Wolfsburga. Rozegrał dla niego 8 ligowych spotkań i w lipcu powrócił do Stuttgartu. Ponownie nie załapał się do kadry pierwszego zespołu, do końca sezonu 2008/09 trenując z drugą drużyną.
23 lipca 2009 roku Ljuboja został piłkarzem Grenoble Foot 38. W sezonie 2009/10 zdobył dla niego 10 bramek, jednak klub zajął ostatnie miejsce w Ligue 1 i spadł z najwyższej klasy rozgrywkowej. 31 sierpnia 2010 roku przeniósł się do Nicei.
15 czerwca 2011 roku zawodnik parafował roczny kontrakt z Legią Warszawa. Zadebiutował w Ekstraklasie 7 sierpnia w meczu z Cracovią (3:1), zaś pierwsze dwa gole strzelił pięć dni później w pojedynku z Górnikiem Zabrze, również wygranym 3:1.
16 kwietnia 2012 roku Ljuboja przedłużył umowę z warszawskim zespołem o kolejny rok. Do tego czasu Serb rozegrał w barwach „Wojskowych” 41 spotkań, w których zdobył 12 bramek. Był to jego trzeci najlepszy sezon w karierze, jeśli chodzi o liczbę strzelonych goli. W maju 2013 roku został przesunięty do drużyny grającej w Młodej Ekstraklasie w związku z piciem alkoholu w jednym z warszawskich lokali. Po zakończeniu rozgrywek Legia ogłosiła, że nie przedłuży kontraktu z piłkarzem.
W lipcu 2013 Ljuboja został zawodnikiem francuskiego drugoligowego klubu RC Lens, podpisując roczny kontrakt. W sierpniu 2014 Ljuboja rozwiązał kontrakt z RC Lens za porozumieniem stron.

## Kariera reprezentacyjna
W reprezentacji Serbii i Czarnogóry Ljuboja zadebiutował 12 lutego 2003 roku w zremisowanym 2:2 meczu eliminacji do Euro 2004 z Azerbejdżanem. Następnie selekcjoner Ilija Petković powołał go do kadry narodowej na Mistrzostwa Świata 2006. Na mundialu jego reprezentacja została wyeliminowana już w rundzie grupowej, w której nie zdobyła żadnego punktu i zajęła w swojej grupie ostatnie miejsce. Na niemieckich boiskach Ljuboja pełnił rolę rezerwowego, a na murawie pojawiał się w drugich połowach pojedynków z Holandią (0:1) i Argentyną (0:6). Łącznie dla drużyny narodowej Serb rozegrał 19 spotkań i zdobył jedną bramkę.

## Sukcesy
- RC Strasbourg
  - Puchar Francji (1): 2001
- Paris Saint-Germain
  - Puchar Francji (1): 2004
- Legia Warszawa
  - Puchar Polski (1): 2012
  - Mistrzostwo Polski (1): 2013
  - tytuł „Obcokrajowca Roku” przyznawany w plebiscycie tygodnika „Piłka Nożna”: 2012

## Statystyki kariery
| Klub                   | Sezon              | Liga  | Liga   | Puchar krajowy | Puchar krajowy | Puchar ligi | Puchar ligi | Puchary europejskie | Puchary europejskie | Razem | Razem  |
| Klub                   | Sezon              | Mecze | Bramki | Mecze          | Bramki         | Mecze       | Bramki      | Mecze               | Bramki              | Mecze | Bramki |
| FC Sochaux-Montbéliard |                    |       |        |                |                |             |             |                     |                     |       |        |
| 1998/99                | 26                 | 4     | 2      | 0              | 4              | 1           | –           | –                   | 32                  | 5     |        |
| 1999/00                | 36                 | 16    | 2      | 1              | 3              | 1           | –           | –                   | 41                  | 18    |        |
| Razem                  | 62                 | 20    | 4      | 1              | 7              | 2           | 0           | 0                   | 73                  | 23    |        |
| RC Strasbourg          |                    |       |        |                |                |             |             |                     |                     |       |        |
| 2000/01                | 30                 | 3     | 4      | 2              | 0              | 0           | –           | –                   | 34                  | 5     |        |
| 2001/02                | 38                 | 15    | 3      | 2              | 5              | 6           | 2           | 2                   | 48                  | 25    |        |
| 2002/03                | 37                 | 9     | 1      | 0              | 0              | 0           | –           | –                   | 38                  | 9     |        |
| 2003/04                | 16                 | 7     | 1      | 0              | 1              | 0           | –           | –                   | 18                  | 7     |        |
| Razem                  | 121                | 34    | 9      | 4              | 6              | 6           | 2           | 2                   | 138                 | 46    |        |
| Paris Saint-Germain    | 2003/04            | 17    | 5      | 4              | 0              | 0           | 0           | 0                   | 0                   | 21    | 5      |
| Paris Saint-Germain    | 2004/05            | 25    | 2      | 2              | 1              | 3           | 0           | 5                   | 0                   | 35    | 3      |
| Paris Saint-Germain    | Razem              | 42    | 7      | 6              | 1              | 3           | 0           | 5                   | 0                   | 56    | 8      |
| VfB Stuttgart          |                    |       |        |                |                |             |             |                     |                     |       |        |
| 2005/06                | 26                 | 8     | 1      | 1              | 0              | 0           | 6           | 4                   | 33                  | 13    |        |
| Hamburger SV           |                    |       |        |                |                |             |             |                     |                     |       |        |
| 2006/07                | 16                 | 5     | 1      | 1              | 0              | 0           | 6           | 0                   | 23                  | 6     |        |
| VfL Wolfsburg          |                    |       |        |                |                |             |             |                     |                     |       |        |
| 2007/08                | 8                  | 1     | 2      | 0              | 0              | 0           | –           | –                   | 10                  | 1     |        |
| VfB Stuttgart          |                    |       |        |                |                |             |             |                     |                     |       |        |
| 2008/09                | 3                  | 0     | 1      | 0              | –              | –           | 3           | 0                   | 7                   | 0     |        |
| Grenoble Foot 38       |                    |       |        |                |                |             |             |                     |                     |       |        |
| 2009/10                | 34                 | 10    | 2      | 1              | 1              | 0           | –           | –                   | 37                  | 11    |        |
| 2010/11                | 3                  | 0     | 1      | 0              | 0              | 0           | –           | –                   | 4                   | 0     |        |
| Razem                  | 37                 | 10    | 3      | 1              | 1              | 0           | 0           | 0                   | 41                  | 11    |        |
| OGC Nice               |                    |       |        |                |                |             |             |                     |                     |       |        |
| 2010/11                | 30                 | 5     | 3      | 1              | 1              | 0           | 0           | 0                   | 34                  | 6     |        |
| Legia Warszawa         |                    |       |        |                |                |             |             |                     |                     |       |        |
| 2011/12                | 30                 | 11    | 4      | 2              | –              | –           | 12          | 1                   | 46                  | 14    |        |
| 2012/13                | 26                 | 12    | 0      | 0              | 1              | 1           | 5           | 3                   | 32                  | 16    |        |
| Razem                  | 56                 | 23    | 4      | 2              | 1              | 1           | 17          | 4                   | 78                  | 30    |        |
| RC Lens                |                    |       |        |                |                |             |             |                     |                     |       |        |
| 2013/14                | 30                 | 8     | 3      | 0              | 0              | 0           | –           | –                   | 33                  | 8     |        |
| Łącznie w karierze     | Łącznie w karierze | 431   | 121    | 37             | 12             | 19          | 9           | 39                  | 10                  | 526   | 152    |